# L'amour veille
Pour plus de détails, voir Fiche technique et Distribution.
L'amour veille  est un film français réalisé par Henry Roussel, sorti en 1937.

## Fiche technique
- Titre : L'amour veille
- Réalisation : Henry Roussel
- Scénario : Henry Roussel, d'après la pièce éponyme de Gaston Arman de Caillavet et Robert de Flers
- Photographie : Charles Suin, Fred Langenfeld
- Musique : Ralph Erwin
- Production : Adolphe Osso
- Pays d'origine : France
- Format :  Son mono - 35 mm - Noir et blanc - 1,37:1
- Genre : comédie dramatique
- Durée : 109 minutes
- Date de sortie : 9 avril 1937

## Distribution
- Henri Garat : André de Juvigny
- Jacqueline Francell : Jacqueline
- Alice Field : Lucienne
- Gabrielle Dorziat : Madame de Juvigny
- Robert Pizani : Carteret
- Madeleine Lambert : Sophie
- Germaine Reuver : Rose
- Odile Dufay : Mademoiselle de Montespan
- Hélène Petit : Louise
- Suzette Comte : Denise
- Léon Belières : L'abbé Merlin
- Pierre Stéphen : Ernest Vernet
- Charles Camus : Le commandant